# UART

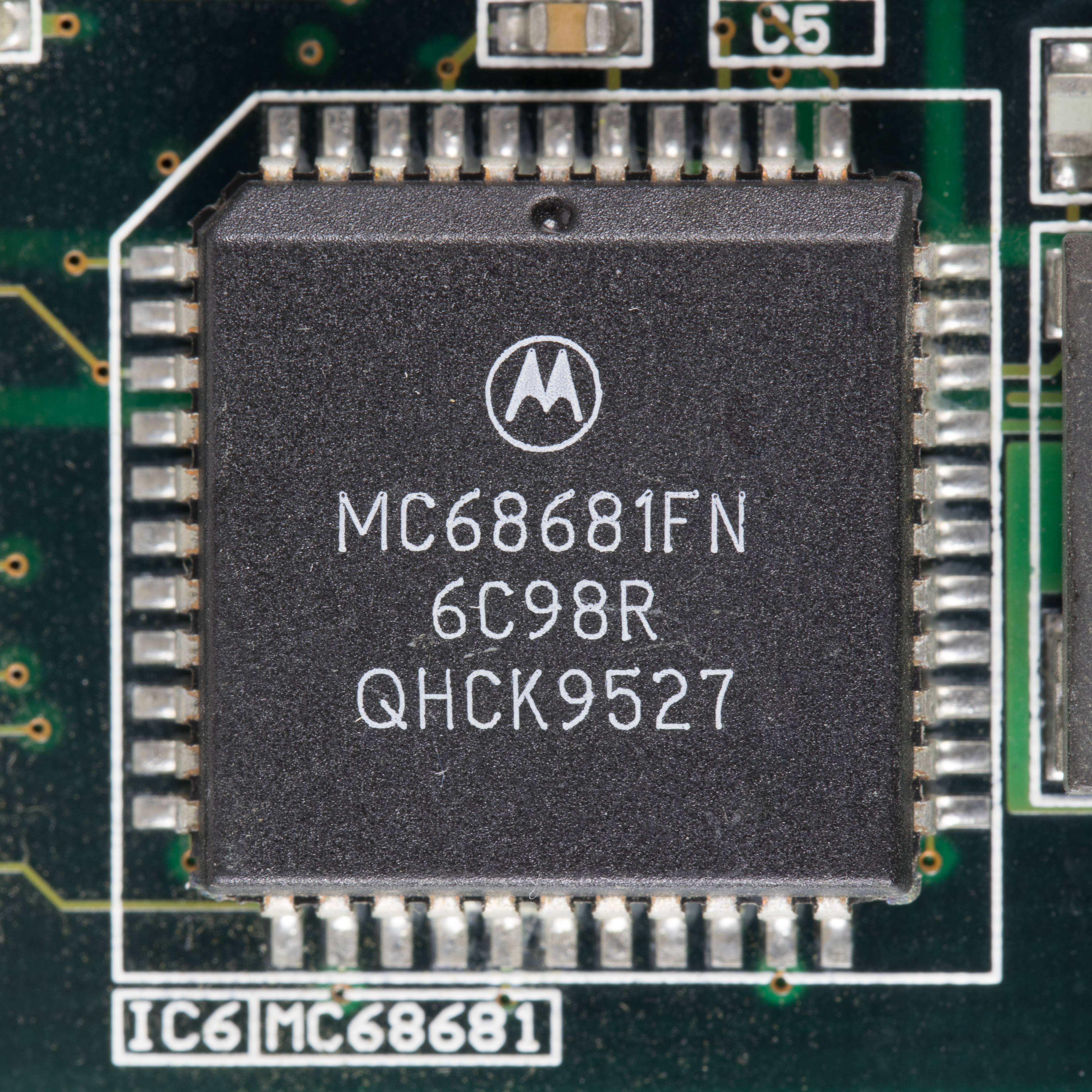
Čip se sběrnicí dat UART

UART (zkratka z anglického Universal asynchronous receiver-transmitter, doslova univerzální asynchronní přijímač-vysílač) nebo také SCI (zkratka Serial Communication Interface) je počítačová sběrnice sloužící pro asynchronní sériový přenos dat, přičemž formát a rychlost datového přenosu jsou konfigurovatelné. Někdy je realizován samostatným integrovaným obvodem (například 8250 UART a 16550 UART), jindy je součástí jednočipového počítače a obecně slouží jako sériový port daného zařízení. Příbuzným konceptem je USART, který umožňuje i synchronní přenos dat.
Pod pojem UART spadá řada podrobnějších standardů, například RS-232 nebo RS-485.